# Sericesthis serena
Sericesthis serena är en skalbaggsart som beskrevs av Britton 1987. Sericesthis serena ingår i släktet Sericesthis och familjen Melolonthidae. Inga underarter finns listade i Catalogue of Life.